# Eugenes
Eugenes är släkte i familjen kolibrier inom ordningen seglar- och kolibrifåglar.
Släktet omfattar här två arter som förekommer från sydvästra USA till västra Panama:
- Purpurkronad kolibri (E. fulgens)
- Paradiskolibri (E. spectabilis)

Paradiskolibri behandlas tidigare som underart till rivolikolibri och vissa gör det fortfarande.